# Historia de Malasia
Malasia es un país del Sudeste Asiático cuya historia ha estado fuertemente determinada por su posición geográfica estratégica que lo convirtió en un punto de convergencia de influencias comerciales e internacionales. Por el oeste la India hindú, el medio oriente islámico y la Europa cristiana, mientras que China y Japón por el noreste fueron importantes influencias que llegaron de la mano de las rutas comerciales que atravesaban la región. La historia malaya se encuentra también entrelazada con la de sus vecinos, Indonesia, Singapur, Filipinas, Brunéi y Tailandia. Estas influencias producto del comercio y de culturas exógenas aportaron una gran riqueza y diversidad a Malasia, aunque también fueron vectores de dominación y colonialismo.
La primera evidencia de ocupación humana arcaica se puede fechar al menos hace 1.83 millones de años, mientras que los restos más antiguos de un humano anatómicamente moderno tienen aproximadamente 40 000 años. Los ancestros de la población actual de Malasia ingresaron al área en múltiples oleadas en tiempos prehistóricos e históricos.
La historia de Malasia está marcada por sucesivas oleadas de influencia foránea, seguidas por la independencia de los poderes coloniales, que obtiene a mediados del siglo XX. Las culturas hindú y budista importadas desde la India dominaron la historia temprana de Malasia. Estas culturas alcanzaron su cúspide en la civilización Srivijaya de Sumatra, cuya influencia se extendió por toda Sumatra, Java, y la península malaya y gran parte de Borneo entre los siglos VII al XIV.
Si bien los musulmanes pasaron por Malasia, ya en el siglo X, no fue hasta los siglos XIV y XV que el islam se asienta en la península malaya. La adopción del Islam hacia el siglo XV se refleja en el aumento del número de sultanatos, el más importante de los cuales fue el Sultanato de Malacca. La cultura islámica no sólo tuvo una profunda influencia en el pueblo malayo, sino que también fue influida por él.

## Llegada de los europeos
Los portugueses fueron la primera potencia colonial que se estableció en Malasia en 1511, luego los siguieron los holandeses. Sin embargo, fueron los británicos quienes, comenzando mediante el establecimiento de bases en Jesselton, Kuching, Penang y Singapur, finalmente establecieron su hegemonía del territorio actual de Malasia. El tratado anglo-holandés de 1824 definió las fronteras entre la Malasia británica y las Indias Orientales Neerlandesas (que luego será Indonesia).
Una cuarta fase en la influencia extranjera fue la inmigración de trabajadores chinos e indios para alimentar las necesidades de la economía colonial establecida por los británicos en la península malaya y en Borneo.
La primera posesión británica fue establecida por la Compañía Británica de las Indias Orientales el 11 de agosto de 1786 en la isla llamada Príncipe de Gales (Penang) cedida por sultán de Kedah que luego la quiso recuperar sin éxito (1790). En 1795 los británicos ocuparon la posesión holandesa de Malaca. En junio de 1801 se fue añadido un territorio continental frente a la isla llamado "Provincia de Wellesley" la posesión de la que les fue confirmada por el sultán en noviembre de 1802, y en 1805 la isla y la provincia fueron erigidos en Presidencia de la Compañía Británica de las Indias Orientales (con el nombre de Presidencia de la Isla del Príncipe de Gales) que existió hasta 1830 cuando la presidencia fue incorporada a la de  Bengala. En 1818 los británicos reintegraron Malaca a los holandeses. El 6 de febrero de 1819 los británicos se apoderaron de la isla de Singapur (formalmente cedida por el sultán de Johore el 3 de agosto de 1824). Por el tratado anglo-holandés de 1824 Gran Bretaña recuperó Malaca en 1825 y el 14 de agosto de 1826 se formaron los llamados "Establecimientos de los Estrechos" con la isla del Príncipe de Gales, Wellesley, Malaca y Singapur, dependientes de la Compañía Británica de las Indias Orientales (como presidencia separada hasta 1830 cuando pasaron a depender de la presidencia de Bengala) y desde 1858 de la India Británica. 
En 1867 Malaca, la isla del Príncipe de Gales rebautizada Penang (incluyendo el territorio continental de Wellesley) y Singapur fueron erigidas en colonias de la corona dentro de la colonia los Establecimientos de los Estrechos, que pasaba a depender directamente de la Oficina colonial (1 de abril de 1867). En 1874 el sultán de Perak cedió un territorio a los británicos conocido como los Dindings, que fue integrado a la colonia de Penang (en 1935 los Dindings fueron reintegrados a Perak). La colonia de los Establecimientos de los Estrechos (con las tres subcolonies mencionadas) existió hasta el comienzo de 1942 cuando los japoneses ocuparon la península Malaya. Las islas  Cocos y  Christmas que dependían (concretamente de Singapur) pasaron a depender de Ceilán.
Por otro lado había varios estados nativos en la península que cayeron bajo protectorado británico:
- Naning, ocupado en 1832 y unido al territorio de Malaca (la provincia de Tampin se hace independiente)
- Perak el 30 de enero de 1874
- Selangor, octubre de 1874
- Sungai Ujong (Sunjei Ujong) en 1874, con el subestado de Terachi
- Jelebu 1883 con el sub estado de Jempol
- Rembau 1887 con el subestación de Gunung Pasir
- Sri Menanti (Negeri Sembilan) 1888
- Tampin o Tamping 1888
- Johol (Pasik Besar) 1888 con el subestado de Ulu Muar
- Inas (Jelai) 1888
- Gemencheh 1888
- Kelang 1888
- Segamat 1888
- Pahang 1888
- Kedah, Kelantan, Perlis y Trengganu fueron cedidos por Siam el 9 de julio de 1909 y puestos bajo protectorado al mismo momento. El tratado dejaba en la parte tailandesa la zona malaya de Pattani - Songkhla.

## Invasión japonesa durante la Segunda Guerra Mundial

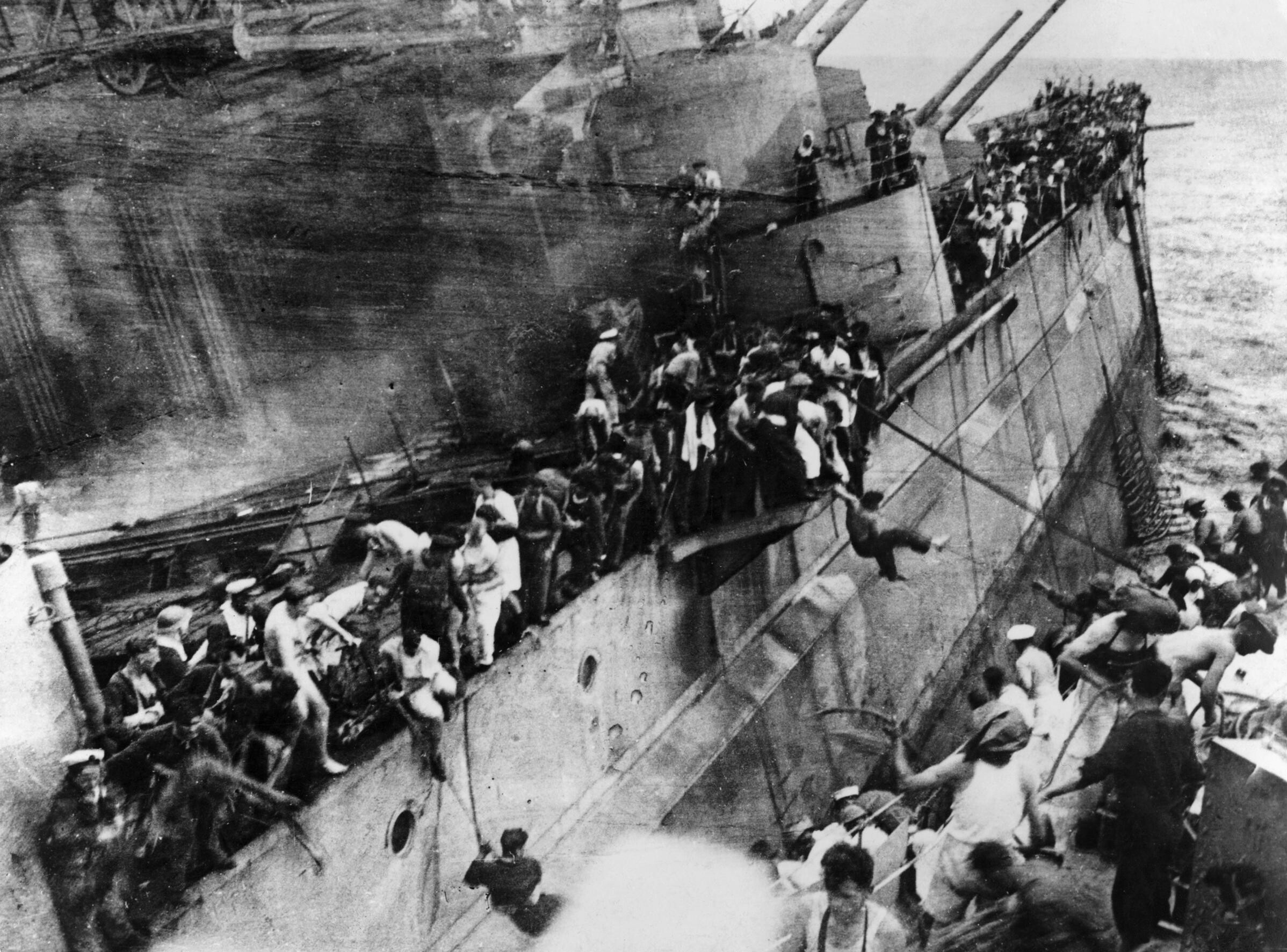
Hundimiento del HMS Prince of Wales. Este acorazado fue uno de los barcos enviados por Gran Bretaña a la zona para detener la ofensiva japonesa, había llegado a Singapur el 2 de diciembre de 1941 y fue hundido el 10 de diciembre de ese mismo año.

La invasión japonesa en Malasia sorprendió a las tropas británicas mal preparadas. Durante la década de 1930, ante la creciente amenaza del poder naval japonés, los británicos habían construido una gran base naval en Singapur, pero no se había previsto una invasión de Malasia desde el norte. Debido también a las necesidades de la guerra en Europa, no existía prácticamente ninguna capacidad aérea británica en el Extremo Oriente.
Japón había establecido en 1941, un acuerdo con el gobierno francés de Vichy que permitía el establecimiento de bases militares en la Indochina francesa y a la vez alcanzó un acuerdo con el primer ministro tailandés Plaek Pibulsonggram para que el ejército pudiese atravesar Tailandia.  El 8 de diciembre de 1941, un día después del Ataque a Pearl Harbor, los japoneses iniciaron su ofensiva hacia Malasia desde sus bases en la Indochina francesa con impunidad y a pesar de la resistencia de las fuerzas británicas, australianas e indias, invadieron Malasia en dos meses. Kuala Lumpur cayó el 11 de enero de 1942. Las tropas británicas, australianas e indias retrocedieron hasta Singapur, que sin defensas terrestres, sin cobertura aérea y sin suministro de agua, se vio obligada a rendirse en febrero de 1942, haciendo un daño irreparable al prestigio británico. 
Durante la Segunda Guerra Mundial, la ocupación japonesa, que duró desde 1942 hasta 1945, acabó con la dominación británica sobre Malasia y desató el nacionalismo en Malasia y en Borneo, al mismo tiempo que creció el apoyo popular a la independencia.

## Independencia
En la región de la península malaya, el Partido Comunista de Malasia se alzó en armas contra los japoneses, y al terminar la guerra continuó la lucha contra los británicos bajo el liderazgo de Chin Peng. Los británicos respondieron enérgicamente para reprimir la insurrección, en la guerra que se llamó Emergencia malaya, y que terminó logrando el establecimiento de un estado independiente llamado Federación Malaya en 1957. El 31 de agosto de 1963, las colonias británicas del norte de Borneo y de Singapur obtuvieron la independencia y formaron una federación llamada Malasia junto con los estados peninsulares de la Federación de Malaya el 16 de septiembre de 1963. Casi dos años después Singapur es expulsado de la federación. A principios de los '60 ocurrió un conflicto con Indonesia. Disturbios raciales en 1969 desembocaron en la declaración del estado de emergencia, y una represión a la actividad política y a las libertades civiles que nunca ha sido del todo revertida hasta ahora. Desde 1970 Malasia estuvo gobernada por la "coalición del Frente nacional", liderada por la Organización Nacional Unida de los Malayos (UMNO por sus siglas en inglés). El crecimiento económico ayudó a reducir el descontento político. Los sucesivos gobiernos de la UMNO han promovido el uso de la lengua malaya y llevado a cabo una discriminación positiva sistemática a favor de los musulmanes, medida que causa un gran resentimiento.
En las elecciones federales de finales de 1964 la coalición obtuvo la mayoría, pero los extremistas malayos del UMNO forzaron a Singapur, de mayoría china, a retirarse de la federación el 9 de agosto de 1965. En las elecciones de 1969 los radicales del UMNO y el Pmin criticaron al primer ministro de haber hecho concesiones a los chinos mientras que el Partido de Acción Democrática (Democratic Action Party DAP), el Gerakan, y el People's Progressive Party (PPP, Partido Progresista del Pueblo) criticaban las carencias de las minorías no malayas. En estas elecciones la coalición conservó la mayoría pero la redujo y la MCA perdió buena parte de su representación. Las quejas de los chinos causaron disturbios en Kuala Lumpur el 13 de mayo de 1969 que causaron seguramente centenares de muertos. El gobierno parlamentario quedó en suspenso hasta febrero de 1971.
Tunku Abdul Razak, lugarteniente de Tunku Abdul Rahman, cogió la dirección del partido y del gobierno (temporalmente Director del Consejo de Operaciones Nacionales) y ya como primer ministro en septiembre de 1970, con plenas funciones cinco meses después. Su gobierno continuó una política de estabilidad, e incorporó a la coalición al Pmin, que ahora llevaba el nombre de Parti Islam Sa-Malaysia (PSM) quedando integrado en un Frente Nacional (NF, Barisan National) encabezado por el UMNO que incluía también el MCA y el MIC y algún otro menor. En las elecciones de 1974 consiguió más de dos tercios de los diputados (con 2/3 se podía cambiar la Constitución) y el control de los 13 estados. Se evitaron los temas sensibles como la abolición de los sultanatos, la posición de los malayos o la ciudadanía por no malayos. Desde 1971 se inició la New Economic Policy (NEP) o Nueva Política Económica que desarrolló planes quinquenales (1971-1975, 1976-1980 y 1981-1985) destinados a erradicar la pobreza en las zonas rurales. En 1971 el Acuerdo de Defensa con Gran Bretaña (AMDA, Anglo Malayan-después Malaysian-Defensa Agreement) fue sustituido por el Five Powers Defense Arrangement con Australia, Gran Bretaña, Nueva Zelanda, Singapur y Malasia. En 1974 reconoció a la  China popular pero no varió su política interna y externa anticomunista.
A la muerte de Tunku Razak en enero de 1976 fue sustituido por Datuk (después Tun) Hussein Onn, que renovó la mayoría en las elecciones de 1978 y siguió la misma política. En julio de 1981 le sucedió Mahathir Muhammad que continuó la línea política como los anteriores, siempre derechista y favorable a los Estados Unidos. Mahahthir estaba dentro del UMNO el campeón de los malayos en el seno de una Gran Malasia. Ganó las elecciones de abril de 1982 con más de dos tercios pero luego tuvo un litigio constitucional con los sultanes y estalló un escándalo financiero de la Banca Bumiputra en la construcción de edificios en Hong Kong; va enfrentar también la revitalización del islamismo y la derrota del Frente Nacional en las elecciones del estado de Sabah en abril de 1985. Pero también fue una época de fuerte expansión económica. El gobierno aún aumentó la mayoría en las elecciones de 1986 (148 escaños pero ahora sobre 177, antes eran 154). En las elecciones de 1990 obtuvo 127 escaños de 180 pero en 1995 llegó a su máxima valoración con el 65% del voto y el 84% de los escaños.
En los primeros años de la década de los noventa Malasia fue afectada por la crisis financiera en Asia así como conflictos internos que causaron la destitución del vice primer ministro Dato Seri Anwar Ibrahim que fundó un nuevo partido. En las elecciones de 1999 el gobierno retrocedió (148 escaños sobre 193, con un 56,5% del voto y el 76% de los escaños. En 2003 Mahathir, el primer ministro que más tiempo había ejercido, dejó el cargo en favor del Su lugarteniente Abdullah Ahmad Badawi que en las elecciones del 2004 volvía a remontar con 198 escaños (de 219) con el 64% del voto (cerca del máximo histórico) pero el 90,5% de los escaños (el máximo).
En noviembre de 2007 hubo dos manifestaciones contra el gobierno: el llamado Bersih Rally, con 40.000 personas, el 10 de noviembre, reclamando una reforma electoral y contra la corrupción en el sistema de partidos malayo que favorecían siempre al Barisan Nasional, que estaba en el poder desde 1957, otra manifestación fue el día 25 organizada por el HINDRAF (Hindu Rights Action Force) protestaba por las discriminaciones contra los no malayos, y reunió unas 20.000 personas. Estos y otros problemas hicieron disminuir el apoyo popular y en las elecciones del 2008 sólo consiguió 140 escaños (de 222, o sea el 62,5%) con el 52% del voto. El 16 de octubre de 2008 HINDRAF fue declarada ilegal e incluida en las organizaciones que ponían en peligro la seguridad nacional.